# Нитрат натрия
Нитра́т на́трия (азотноки́слый на́трий, натриевая селитра, чилийская селитра, натронная селитра) — натриевая соль азотной кислоты с формулой NaNO3. Бесцветные прозрачные гигроскопичные кристаллы с ромбоэдрической или тригональной кристаллической решеткой без запаха. Вкус — резкий солёный. Применяется очень широко и является незаменимым в промышленности соединением.

## Физические свойства
Молекулярная масса — 84,9938 г/моль. Это бесцветные длинные кристаллы, плотностью 2,257 г/см3. tпл 308 °C, при t выше 380 °С разлагается.
Растворимость (г в 100 г) в:
- воде — 72,7 (0°С), 87,6 (20°С), 91,6 (25 °С), 114,1 (50 °C), 124,7 (60 °C), 149 (80 °C), 176 (100 °C)[1]
- жидком аммиаке — 127 (0 °С)[1]
- гидразине — 100 (25 °С)[2]
- этаноле — 0,036 (25 °С)[1]
- метаноле — 0,41 (25 °С)[1]
- пиридине — 0,35 (25 °С).[1]

Натриевая селитра обладает высокой гигроскопичностью.

## Химические свойства
Сильный электролит. В воде диссоциирует на ионы натрия Na+ и нитрат ионы NO3-.
При нагревании более 380°С разлагается с выделением кислорода и нитрита натрия:
{\displaystyle {\ce {2NaNO3 -> 2NaNO2 + O2 ^}}}
Может вступать в реакции обмена с солями щелочных металлов. Благодаря меньшей (по сравнению с нитратом натрия) растворимости образующихся нитратов, равновесие указанных реакций смещено вправо:
{\displaystyle {\ce {NaNO3 + KCl <=>> KNO3 v + NaCl}}}
{\displaystyle {\ce {NaNO3 + RbI <=>> RbNO3 v + NaI}}}
Концентрированные сильные нелетучие кислоты могут вытеснить азотную из нитрата натрия (реакция идёт полностью при нагревании):
{\displaystyle {\ce {NaNO3 + H2SO4 ->[t] HNO3 ^ + NaHSO4}}}
{\displaystyle {\ce {NaNO3 + H3PO4 ->[t] HNO3 ^ + NaH2PO4}}}
Проявляет сильные окислительные свойства в твердом агрегатном состоянии и в расплавах. Например, его расплав крайне активно реагирует углеродом (в форме угля), серой.
{\displaystyle {\ce {2NaNO3 + S ->[t] 2NaNO2 + SO2 ^ + Q}}}
{\displaystyle {\ce {2NaNO3 + C ->[t] 2NaNO2 + CO2 ^ + Q}}}
На основе данного взаимодействия, нитрат натрия может быть использован для создания чёрного пороха, который, однако, будет иметь малый срок годности ввиду высокой гигроскопичности нитрата натрия. В целом, его окислительные свойства близки к свойствам нитрата калия, поэтому он может использоваться аналогично в некоторых направлениях, например в пиротехнике.
Также активно реагирует со многими углеводами (например, сахарозой, глюкозой и иными), окисляя их до углекислого газа, и в меньшей степени, до угарного газа. Смесь нитрата натрия и сахарозы при поджигании горит самостоятельно.
Помимо этого, может быть восстановлен металлами (свинцом) или сульфитом кальция до нитрита натрия:
{\displaystyle {\ce {Pb + NaNO3 ->[t] PbO v + NaNO2}}}
{\displaystyle {\ce {CaSO3 + NaNO3 ->[t] CaSO4 + NaNO2}}}
Побочные продукты реакции нерастворимы в воде, потому, нитрит натрия может быть легко отделён фильтрацией и очищен перекристаллизацией.
Может окислять диоксид марганца до манганата(V) натрия в щелочной среде, многие металлы до высших степеней окисления:
{\displaystyle {\ce {MnO2 + Na2CO3 + NaNO3 ->[t] Na3MnO4 + CO2 + NO2}}}
{\displaystyle {\ce {Cr2O3 + 3NaNO3 + 4KOH ->[t] 2K2CrO4 + 3NaNO2 + 2H2O}}}
В водных растворах в кислой и щелочной средах проявляет окислительные свойства:
Окисляет концентрированные HI, HBr и HCl до свободных галогенов:
{\displaystyle {\ce {2NaNO3 + 8HI -> 2NaI + 3I2 v + 2NO ^ + 4H2O}}}
{\displaystyle {\ce {2NaNO3 + 8HBr -> 2NaBr + 3Br2 + 2NO ^ + 4H2O}}}
{\displaystyle {\ce {2NaNO3 + 8HCl <=> 2NaCl + 2Cl2 ^ + 2NOCl ^ + 4H2O}}}
{\displaystyle {\ce {2NaNO3 + 8HCl ->[t] 2NaCl + 3Cl2 ^ + 2NO ^ + 4H2O}}}
В растворе нитрата натрия в разбавленной серной кислоте растворяется медь, ввиду окислительных свойств нитрат-иона:
{\displaystyle {\ce {3Cu + 2NaNO3 + 4H2SO4 -> 3CuSO4 + Na2SO4 + 4H2O + 2NO ^}}}
Смесь нитрата натрия в присутствии хлорид ионов в сильнокислой среде (например, в растворе соляной или серной кислоты) может растворять золото, платину и иные драгоценные металлы, и даже частично серебро, ввиду комплексообразования с хлоридом серебра:
{\displaystyle {\ce {3Pt + 22HCl + 4 NaNO3 -> 3H2[PtCl6] + 4NO ^ + 4NaCl + 8H2O}}}
{\displaystyle {\ce {Au + NaNO3 + 4Cl^- + 4H^+ -> [AuCl4]^- + NO ^ + 2H2O + Na^+}}}
Окисляет алюминий и цинк в щелочной среде:
{\displaystyle {\ce {8Al + 3NaNO3 + 5NaOH + 18H2O -> 8Na[Al(OH)4] + 3NH3}}}

## Получение
Долгое время натриевую селитру получали путем переработки природных залежей методами кристаллизации и выщелачивания. Большие залежи были обнаружены в Чили. В настоящее время получают преимущественно взаимодействием азотной кислоты или оксидов азота и карбоната или гидрокарбоната натрия или обменными реакциями, указанными ниже.
В лаборатории нитрат натрия можно получить следующими способами:
- Взаимодействием металлического натрия или его оксида с азотной кислотой:

{\displaystyle {\ce {21Na + 26HNO3 -> 21NaNO3 + NO ^ + N2O ^ + N2 ^ + 13H2O}}}
{\displaystyle {\ce {Na2O + 2HNO3 -> 2NaNO3 + H2O}}}
- Гидроксида натрия или солей натрия, образованных слабыми летучими кислотами с азотной кислотой:

{\displaystyle {\ce {NaOH + HNO3 -> NaNO3 + H2O}}}
{\displaystyle {\ce {NaHCO3 + HNO3 -> NaNO3 + CO2 ^ + H2O}}}
- Вместо азотной кислоты можно использовать нитрат аммония:

{\displaystyle {\ce {NaOH + NH4NO3 -> NaNO3 + NH3 ^ + H2O}}}
{\displaystyle {\ce {NaHCO3 + NH4NO3 -> NaNO3 + NH3 ^ + CO2 ^ + H2O}}}
- Взаимодействием натрия, оксида натрия, гидроксида натрия с оксидом азота(V):

{\displaystyle {\ce {Na + N2O5 -> NaNO3 + NO2 ^}}}
{\displaystyle {\ce {Na2O + N2O5 -> 2NaNO3}}}
{\displaystyle {\ce {2NaOH + N2O5 -> 2NaNO3 + H2O}}}
- Может быть получен в ходе обменных реакций:

{\displaystyle {\ce {AgNO3 + NaCl -> NaNO3 + AgCl v}}}
{\displaystyle {\ce {Ca(NO3)2 + Na2CO3 -> 2NaNO3 + CaCO3 v}}}

## Применение
Применяется как азотное удобрение; в пищевой, стекольной, металлообрабатывающей промышленности; для получения взрывчатых веществ, ракетного топлива и пиротехнических смесей для придания огню жёлтого цвета ввиду наличия ионов Na+. абсорбцией раствором соды окислов азота; обменным разложением кальциевой или аммиачной селитры с сульфатом, хлоридом или карбонатом натрия.